# Kantharos le Comique
Pour les articles homonymes, voir Cantharos.
Kantharos ou Cantharos (grec ancien Kάνθαρος, latin Cantharus) est un poète comique grec de la fin du Ve siècle av. J.-C..

## Biographie
Cet auteur de la Comédie Ancienne fut primé lors du concours de 422 av. J.-C.. On connaît le titre de deux de ses œuvres : L'Alliance (grec Symmachia) et Térée. La Souda lui attribue cinq pièces.
Dans La Paix d'Aristophane, le personnage de Trygée, paysan athénien juché sur un bousier géant, fait un jeu de mots entre le nom de Kantharos et celui de l'insecte coprophage (grec ancien κάνθαρος, kántharos). Certains comprennent autrement le passage ; mais l'existence de Kantharos est indubitable.